# Oleg Salenko
Oleg Anatólievich Salenko (en ruso: Оле́г Анато́льевич Сале́нко; Leningrado, 25 de octubre de 1969) es un exfutbolista ruso, máximo goleador del Mundial 1994 junto a Hristo Stoichkov, con 6 goles. En dicha competición logró el récord de goles en un partido de la Copa Mundial de Fútbol, al haber marcado cinco tantos en el encuentro ante Camerún.

## Trayectoria
Inició su carrera futbolística en el Zenit de Leningrado (San Petersburgo) de donde pasó en 1989 al Dinamo de Kiev (convirtiéndose en el primer futbolista ruso que pasaba a jugar en Ucrania), equipo con el que marcó 48 goles y en el que militó cuatro años.
En la Temporada 1992-93 le llegó la oportunidad de fichar por el Club Deportivo Logroñés. Tras un año de adaptación realizó una gran segunda campaña, marcando 17 goles y le valieron la convocatoria para el Mundial. Allí hizo historia en el partido contra Camerún, donde marcó 5 goles y fue el primer y único futbolista que ha logrado tal proeza en un mismo encuentro en una Copa del Mundo. Además, consiguió el trofeo de máximo goleador, habiendo jugado únicamente la primera fase del campeonato, compartido con Hristo Stoitchkov. 
Volvió del Mundial convertido en un mito, y en la temporada 1994-95 fichó por otro grande de la liga, el Valencia, donde no cuajó por cuestiones extradeportivas. En agosto de 1995 fue traspasado al Glasgow Rangers de la liga escocesa y empezó su declive. Al año siguiente fichó por el Istanbulspor AŞ turco, donde hizo una temporada medianamente aceptable (11 goles) pero una grave lesión de rodilla le mantuvo en el dique seco dos años. 
Finalmente, intentó volver tras la lesión fichando por el Córdoba Club de Fútbol, histórico que militaba en la segunda división española, aunque los años de inactividad le pesaron, y le condujeron a un más que discreto retiro en el Pogon Szcezin polaco, en 2001.
Hoy día Salenko es parte de las estrellas de la selección rusa de fútbol playa, junto con otras viejas glorias futbolísticas de su generación. Durante 2010, se vio obligado a vender su Bota de Oro a un jeque árabe debido a las deudas. Finalmente no tuvo que venderla, como él mismo confirmó.

## Equipos
| Temporada   | Club             | País            | Competición          | Partidos | Goles |
| ----------- | ---------------- | --------------- | -------------------- | -------- | ----- |
| 1986        | Zenit Leningrado | Unión Soviética | Top League           | 11       | 3     |
| 1987        | Zenit Leningrado | Unión Soviética | Top League           | 10       | 0     |
| 1988        | Zenit Leningrado | Unión Soviética | Top League           | 26       | 7     |
| 1989        | Dinamo Kiev      | Unión Soviética | Top League           | 26       | 3     |
| 1990        | Dinamo Kiev      | Unión Soviética | Top League           | 21       | 4     |
| 1991        | Dinamo Kiev      | Unión Soviética | Top League           | 28       | 14    |
| 1992        | Dinamo Kiev      | Ucrania         | Vyscha Liha          | 16       | 7     |
| 1992-93     | Logroñés         | España          | Primera División     | 16       | 7     |
| 1993-94     | Logroñés         | España          | Primera División     | 31       | 16    |
| 1994        | Valencia         | España          | Primera División     | 31       | 10    |
| 1995        | Rangers          | Escocia         | Premier League       | 20       | 6     |
| 1995-96     | Istanbulspor     | Turquía         | Superliga de Turquía | 15       | 11    |
| 1996-97     | Istanbulspor     | Turquía         | Superliga de Turquía | 1        | 0     |
| 1997-98     | Istanbulspor     | Turquía         | Superliga de Turquía | 2        | 0     |
| 1999-2000   | Córdoba          | España          | Segunda División     | 3        | 0     |
| 2000-01     | Pogon Szczecin   | Polonia         | Ekstraklasa          | 1        | 0     |
| 1986 - 2001 | TOTAL            | -               | -                    | 258      | 88    |

## Distinciones individuales
| Distinción                                       | Año  |
| ------------------------------------------------ | ---- |
| Copa Mundial de Fútbol Sub-20 (5 goles)          | 1989 |
| Goleador de la Copa Mundial de la FIFA (6 goles) | 1994 |